# Oodaaq
Az Oodaaq a Föld egyik legészakibb szárazföldi pontja. Valószínűleg egy jéghegy hozhatta létre.

## Elhelyezkedés
Oodaaq az északi szélesség 83° 40′ és a nyugati hosszúság 30° 40′ fokán található, mindössze 705 km-re délre az Északi-sarktól és 1360 méterrel északra a Kaffeklubben-szigettől, Grönland északkeleti csücskének közelében. Amikor felfedezték, a sziget 15 m hosszú és 8 m széles volt.

## Történelem
A szigetet 1978-ban fedezte fel egy dán kutatócsoport Uffe Petersen vezetésével. Nevét Ooadaaq-ról, egy inuitról kapta, aki elkísérte Robert Pearyt az Északi-sark felfedezése során.